# Museum Railway Station
Museum Railway Station är en underjordisk järnvägsstation belägen i Sydney i New South Wales i Australien som invigdes den 20 december 1926 tillsammans med den första etappen av City Circle och blev därmed en av de två första underjordiska stationerna i Australien. Stationen ligger under Hyde Park nära Elizabeth Street och Liverpool Street. Namnet Museum antas vara en hänvisning till Australian Museum som finns på den andra sidan av Hyde Park. Stationsbygget inleddes 1916 och förmodligen lades ned 1917 dock senast 1918. En del av parken skärmades av från allmänheten och utgrävningar påbörjades innan arbetet lades ned. Bygget återupptogs 1922. Stationen består av två sidoperronger övertäckta av ett valv med anslutande kulvertar. Det var inte förrän i årsredovisningen 1927–1928 det rapporterades att ingångarna till Museum hade färdigställts.